# Kourkak
 (octobre 2013).
Le Kourkak (en russe : Куркак ; en bachkir : Көркәк) est une montagne de Russie appartenant au système ouralien qui se trouve dans l'Est de la Bachkirie. Elle culmine à 1 008 mètres d'altitude. Le Kourkak est à 22 kilomètres de Beloretsk, près d'Abzakovo et à 7 kilomètres du village de Mourakaïevo. Il a obtenu le statut de monument naturel en 1997 sur ses 515,1 hectares. Son paysage est caractérisé par sa végétation steppique. La montagne est formée de roches volcaniques dévoniennes.

## Toponyme
Son nom provient du vieux bachkir kourke qui siginifie fuste semi-enterrée.